# Araçá Azul
Araçá Azul é o quinto álbum de estúdio da carreira solo do cantor e compositor Caetano Veloso, gravado ao longo de uma semana de trabalho em 1972 no Estúdio Eldorado em São Paulo - com Caetano sozinho no estúdio, em companhia de um técnico e seu assistente, sob a chancela do então presidente da PolyGram André Midani - e lançado em janeiro de 1973, pela gravadora Philips Records. Tornou-se um dos discos mais controversos e cultuados da MPB devido ao conteúdo altamente experimental de suas composições – influenciado, em parte, pela poética de invenção dos poetas concretistas paulistanos. O disco obteve um número recorde de devoluções quando de seu lançamento.

## Faixas
| Lado A |                                              |                                                                 |         |  |
| N.º    | Título                                       | Compositor(es)                                                  | Duração |  |
| 1.     | "Viola, meu Bem" (canta Dona Edith do Prato) | Anônimo                                                         | 0:49    |  |
| 2.     | "De Conversa - Cravo e Canela"               | Caetano Veloso - Milton Nascimento - Ronaldo Bastos             | 5:41    |  |
| 3.     | "Tu me Acostumbraste"                        | Frank Dominguez                                                 | 2:55    |  |
| 4.     | "Gilberto Misterioso"                        | Caetano Veloso - Sousândrade                                    | 4:48    |  |
| 5.     | "De Palavra em Palavra"                      | Caetano Veloso                                                  | 1:28    |  |
| 6.     | "De Cara - Eu Quero essa Mulher"             | Caetano Veloso - Monsueto Menezes - Lanny Gordin - José Batista | 4:13    |  |

| Lado B |                                                                   |                              |         |  |
| N.º    | Título                                                            | Compositor(es)               | Duração |  |
| 1.     | "Sugar Cane Fields Forever" (participação de Dona Edith do Prato) | Caetano Veloso - Souzândrade | 10:15   |  |
| 2.     | "Júlia - Moreno"                                                  | Caetano Veloso               | 3:18    |  |
| 3.     | "Épico"                                                           | Caetano Veloso               | 4:06    |  |
| 4.     | "Araçá Azul"                                                      | Caetano Veloso               | 1:20    |  |

## Recepção da crítica
| Críticas profissionais | Críticas profissionais |
| Avaliações da crítica  | Avaliações da crítica  |
| Fonte                  | Avaliação              |
| ---------------------- | ---------------------- |
| Allmusic               | link                   |